# Parafia Wniebowzięcia Najświętszej Maryi Panny w Przyłękach
Parafia Wniebowzięcia Najświętszej Maryi Panny w Przyłękach – rzymskokatolicka parafia w dekanacie Białe Błota diecezji bydgoskiej.

## Zasięg parafii
Do parafii należą wierni mieszkający we wsiach: Przyłęki i Zielonka (część).

## Historia
Do 1924 r. kościołem parafialnym dla Przyłęk była fara bydgoska. W 1915 r. w Przyłękach miejscowa gmina wyznaniowa wystawiła niedużą świątynię. Kaplica nie służyła jednak długo miejscowym ewangelikom, gdyż w 1920 r. wieś znalazła się w odrodzonej Rzeczypospolitej. Wskutek exodusu Niemców miejscowej gminie ewangelickiej wystarczyła neogotycka świątynia w Cielu.
10 kwietnia 1924 r. arcybiskup Edmund Dalbor z dotychczasowej bydgoskiej parafii farnej założył pięć nowych parafii, w tym parafię Wniebowzięcia Najświętszej Marii Panny w Brzozie-Przyłękach. Obejmowała ona wiernych z miejscowości z dawnej parafii bydgoskiej: Brzozę wraz z osadą przy jeziorze Jezuickim, Ciele, Emilianowo, Łażyn, Piecki, Prądki, Przyłęki, Stryszek, Zielonkę, oraz miejscowości dotychczas należące do parafii łabiszyńskiej: Czynowiec, Kobylarnię, Olimpin, Antoniewo, Smolno i Wałownicę.
Liczba wiernych wynosiła 1207 osób. Pierwszym administratorem nowej parafii z siedzibą w Przyłękach był ks. Stanisław Budrys, w latach 1927–1932 ks. Feliks Kaszuba, a następnie ks. Franciszek Ksawery Laczkowski, zamordowany przez Niemców w bydgoskiej Dolinie Śmierci w 1939 roku.
Kościół w Przyłękach, zwany przez miejscowych kaplicą, okazał się za mały. Proboszcz  Laczkowski zdecydował o budowie nowego kościoła w Brzozie – największej wsi parafii. Świątynię wzniesiono w latach 1934–1937 według projektu arch. Stefana Cybichowskiego. W październiku 1937 r. proboszcz parafii Najświętszego Serca Jezusa w Bydgoszczy ks. Kazimierz Stepczyński poświęcił kościół w Brzozie, który stał się świątynią parafialną, natomiast kaplica w Przyłękach stała się kościołem filialnym. 15 maja 1938 r. kościół w Brzozie został konsekrowany przez kardynała Augusta Hlonda. Według aktu erekcyjnego kościół i parafia otrzymały wezwanie Matki Boskiej Częstochowskiej Królowej Korony Polskiej.
W 1946 r. utworzono parafię Matki Boskiej Bolesnej w Cielu, która objęła część dotychczasowej parafii Brzoza-Przyłęki, m.in. wsie Prądki, Zielonka i Ciele. Opiekę duszpasterską nad nowo utworzoną parafią sprawował proboszcz Brzozy – ks. Stanisław Mocny, który dojeżdżał do Ciela do roku 1963.
7 października 2009 roku biskup Jan Tyrawa utworzył dla 350 rodzin w Przyłękach nową parafię pod wezwaniem Wniebowzięcia Najświętszej Maryi Panny, której świątynią parafialną została miejscowa kaplica, dawny zbór ewangelicki (1915–1924) i dawna świątynia parafialna (1924–1937). Pierwszym proboszczem został ks. Zdzisław Lahutta. W latach 2011–12 powstał dom parafialny. 27 kwietnia 2014 rozpoczęto budowę nowego, dwukrotnie większego kościoła na 250 osób.
W sierpniu 2012 roku oddano do użytku plebanię.